# Club Deportivo Trasandino de Los Andes
El Club Deportivo Trasandino de Los Andes es un club de fútbol de Chile, con sede en la ciudad de Los Andes, Región de Valparaíso. Fue fundado el 1 de abril de 1906 por los trabajadores del Ferrocarril Trasandino Los Andes-Mendoza y compite en la Segunda División Profesional de Chile, tercera categoría del fútbol nacional.
En su palmarés cuenta con un título de Segunda División/Primera B (1985), dos de Tercera División A (2012 y 2021) y uno de Cuarta División/Tercera B (1992). En Primera División participaron de tres temporadas.
El club juega como local en el Estadio Regional de Los Andes, inaugurado en 1996, con capacidad para 3300 espectadores. Anteriormente, Trasandino ejercía su localía en el Estadio Ferroviario de Los Andes, hasta su cierre y demolición en 1994. El "Cóndor" tiene como clásico a Unión San Felipe, con quien disputa el llamado "Clásico del Aconcagua".

## Historia

### Fundación y su historia como Trasandino y Cobreandino
Fue fundado el 1 de abril de 1906 por los por los trabajadores del Ferrocarril Trasandino Los Andes-Mendoza. Participó en la Asociación Los Andes, en donde conquistó los títulos de 1912, 1926, ocho campeonatos consecutivos desde 1928 a 1935, 1938 y 1950. En 1943 consiguió además el título del Campeonato Regional de Los Andes.
Entre los años 1949 a 1951 participó de la División de Honor Amateur (DIVHA), y en 1952 fue uno de los fundadores de la Segunda División profesional chilena. En 1961 el club terminó el torneo del ascenso en el tercer lugar y ascendía por derecho propio, pero la Asociación Central de Fútbol decidió que fuera Magallanes el ascendido, a pesar de que los "carabeleros" habían ocupado el sexto puesto. Dos años más tarde alcanzó el subcampeonato de la Segunda División 1963, pero en esta ocasión el ascenso solo se le otorgó al campeón del torneo, Green Cross.
En 1969, luego de una paupérrima campaña en el ascenso, terminaron últimos y retornan a su asociación de origen. En el año 1972 y 1973, jugaron como invitados en el Regional Central y en 1974 volvieron a la Segunda División. Finalmente, lograron subir a Primera División en el torneo de 1982, derrotando a Malleco Unido en el antiguo recinto de Trasandino, el Estadio Ferroviario, ante 7.530 espectadores.
En su primer año en la división de honor, Trasandino realizó una buena campaña terminando en el lugar catorce de los 22 clubes que conformaban la liga. Lo más recordado en esa temporada fueron los triunfos ante el clásico rival, Unión San Felipe. Trasandino ganó de local dos goles a uno y de visita ganó por tres goles a uno.
En el campeonato oficial de 1984, el club finalizó como uno de los cuatro últimos posicionados de la Zona Sur, en empate con Audax Italiano, por lo que ambos disputaron un partido de definición por la permanencia en la máxima categoría: Transandino perdió por 0-3 y descendió a Segunda División.
En 1985, el equipo se repuso y se tituló campeón de la edición de ese año de Segunda División, tras haber vencido en el partido definitorio a Fernández Vial, por 1-0, en Talca, correspondiéndose el derecho de subir a la división de honor. Ese mismo año, la División Andina de Codelco asumió la administración del club, que pasó a llamarse Club Deportivo Cobreandino de Los Andes, desde el 28 de diciembre de 1985. Codelco había prometido a los hinchas que se conformaría un gran equipo y que llegarían a la Copa Libertadores de América.
Desafortunadamente, a inicios del siguiente año, luego de finalizar último en su grupo en la Copa Chile 1986, y de acuerdo a las reglas del torneo, el club cayó nuevamente a la segunda categoría, marcando un hito en el fútbol chileno, al ser, junto a Unión La Calera, los únicos equipos en descender de categoría jugando una competición complementaria, sin haber debutado siquiera en el campeonato oficial de Primera División de esa temporada.
El descenso a Tercera, se produjo a finales de 1991, cuando ocupó el octavo lugar de la Liguilla de Descenso.

### Fusión, nacimiento de Deportes Los Andes y retorno al histórico nombre
Paralelamente, en 1978, fue fundado el equipo de fútbol de la Casa Anny, que después se llamaría Provincial Los Andes —el 3 de febrero de 1991— y posteriormente Trasandino —el 8 de enero de 1992—, segundo club con este nombre, que se tituló campeón de la edición de 1992 de la Cuarta División de Chile. Como Cobreandino y Trasandino se encontraron en el Torneo de Tercera División de 1993, la ANFA determinó que ambos clubes debían fusionarse. Así, el 18 de diciembre de 1992, nació Deportes Los Andes, nombre que permaneció hasta el 26 de marzo de 1998, cuando el 92,63% de los socios votantes optó por renombrar a la institución como Club Deportivo Trasandino de Los Andes, para así intentar rescatar al máximo una identidad que podría perderse con el paso del tiempo. Bajo esta denominación, participó desde el torneo de Tercera División de 1998 en adelante.
Trasandino de Los Andes desde entonces siempre fue un animador de los torneos de la tercera categoría, pero nunca lograba cerrar las competencias con un título bajo el brazo. Pero en el Torneo Oficial de 2005 la cosa parecía bien encaminada. Luego de sortear sin mayores problemas las instancias previas, se instaló en el Hexagonal Final, que otorgaba un cupo para la Primera B. Trasandino peleaba el título palmo a palmo con Curicó Unido, pero era el "Cóndor" quien llegó a la última fecha con todas las de ganar: debía vencer a Municipal Iquique en el Tierra de Campeones para obtener el título y despedirse de la Tercera División. El triunfo parecía encaminado, pero un gol de Iquique en los minutos finales del partido, sumado al triunfo de Curicó Unido en su partido, significó el ascenso del equipo curicano, y la tristeza de una institución que estuvo a punto de consagrarse, y esperaba celebrar su centenario en el fútbol profesional.

### El centenario del club
En el marco de las celebraciones para los centenarios de los clubes de fútbol de América del Sur, el presidente de la Confederación Sudamericana de Fútbol, Nicolás Leoz, y el entonces presidente de la Asociación Nacional de Fútbol Profesional de Chile, Reinaldo Sánchez, entregaron placas y medallas recordatorias a los clubes del fútbol nacional que cumplieron 100 de vida. Además de Trasandino, los clubes premiados fueron Unión Española, Rangers, Santiago Wanderers, Santiago Morning, Magallanes, Fernández Vial, Club Bandera de Chile y Club Caupolicán.
Trasandino cumplió 100 años en abril de 2006 y celebraron con la comunidad, las máximas autoridades de la ciudad y las mayores estrellas del club en su historia, entre ellas Iván Zamorano.

### La nueva farra del "Cóndor" y posterior debacle
Trasandino estuvo nuevamente a un paso de la gloria en el Torneo de 2010, era el claro candidato a quedarse con el trofeo, pero de un momento a otro pasó por una baja de rendimiento que no pudo ser levantada, y que lo aprovechó su inmediato perseguidor, Magallanes, que ante todo pronóstico logró el primer lugar y el ascenso a la división de plata del balompié nacional.
La campaña sucesiva, al contrario de la anterior, fue lamentable e impensable para la gente de Los Andes. Los inversionistas esperados no llegaron nunca y se tuvo que hacer un plantel improvisado. El club debió disputar la Liguilla Descenso Zona Norte junto a tres equipos más, y debido a sus pésimos resultados, el cuadro del Cóndor descendió a la Tercera División B, al quedar último en la tabla del descenso, a un punto de Deportes Melipilla, que salvó la categoría.

### Regreso al profesionalismo por factor Segunda División
Todo hacía prever  que el club jugaría la Tercera División B por primera vez en su historia. Sin embargo, el nacimiento y la ratificación de la Segunda División Profesional, en el cual hizo subir a 6 equipos de la Tercera División, significó que el Consejo de Presidentes de la Tercera División, determinó que el club lograría regresar a la división mayor del fútbol amateur, por lo que podría aspirar a jugar en la Primera B en la temporada 2013.
El sábado 25 de agosto de 2012, el equipo de Los Andes venció por 1 a 0 a Colchagua como visitante y no solo clasificó a la fase final del torneo (que disputó junto con Deportes Linares, Provincial Talagante y San Antonio Unido), sino que también selló su regreso al profesionalismo, en este caso la Segunda División Profesional, luego de estar 21 años jugando en el amauterismo. Tras derrotar a Deportes Linares por 2 a 0, se quedó con el título de Tercera A, lo que le permitió acceder junto al propio Linares, subcampeón de la Tercera División 2012, al mini-torneo unificado con los 2 mejores clubes profesionales de Segunda División, para buscar un cupo para la Primera B 2013-14. En la liguilla fue derrotado por Deportes Copiapó, por lo que Trasandino se mantenía en Segunda Profesional.

### De vuelta al fútbol amateur tras su paso en el profesionalismo
Tras cinco temporadas en la Segunda División Profesional, que incluyen un subcampeonato en el Transición 2013, el conjunto verde terminó en la última posición del Campeonato 2016-17, lo que llevó a su retorno al fútbol amateur para la Tercera División a 2018.
Posteriormente fue invitado, junto a otros clubes de Tercera División, para participar de la Copa Chile 2019. En Primera Fase dio la sorpresa y eliminó a San Luis de Quillota de la Primera B, mediante lanzamientos penales tras empatar el duelo sin goles. En la siguiente ronda quedó emparejado con Everton de Viña del Mar de Primera División, pero esta vez la llave quedó para el equipo viñamarino al vencer por la cuenta mínima en los duelos de ida y vuelta.

### Campeones de Tercera A con nueva administración
En julio de 2021, se anunció que el 70% de las acciones del equipo fueron adquiridas por Harold Mayne-Nicholls, con vistas a lograr el ascenso a la Segunda División Profesional.El 18 de diciembre de 2021, aún con los estragos de la Pandemia de COVID-19 en el país vigentes, el conjunto verde se coronó campeón de la Tercera División A 2021, tras derrotar como visitante por 1-0 a Provincial Ranco, con gol de Carlos Svec, a falta de dos fechas para el término de la Fase Final, y con ello, lograr el título y ascenso a la Segunda División Profesional para la temporada 2022.
Tres años más tarde volvió a conseguir un importante resultado en la copa nacional, ya que por los Octavos de final de la Zona Norte de la Copa Chile 2024, obtuvo un empate en su estadio, ante Deportes La Serena, de una categoría superior, y luego ganó la tanda de penales 4 a 3, para así avanzar de ronda.En la siguiente fase enfrentó al otro club importante de la Cuarta Región, Coquimbo Unido, de la máxima categoría nacional, en duelos de ida y vuelta; en el primer partido, jugado en el Regional de Los Andes consiguieron otro sorpresivo resultado, un empate 1 a 1, pero en la revancha la victoria fue para "los piratas" por la cuenta mínima, eliminando a los andinos de la competencia.

## Denominaciones
Durante su historia, la entidad ha visto cómo su denominación variaba por diversas circunstancias hasta la actual de Club Deportivo Trasandino de Los Andes.
- Trasandino: (1906-1985).
- Cobreandino: (1985-1992).
- Deportes Los Andes: (1992-1998).
- Trasandino de Los Andes: (1998-Act).

## Uniforme
- Uniforme titular: Camiseta verde, pantalón verdes, medias verdes.
- Uniforme alternativo: Camiseta blanca, pantalón blanco, medias blancas.

### Uniforme titular
| 1956-58 | 1959 | 1963 | 2020 | 2022 |

### Patrocinadores
Las siguientes tablas detallan la cronología de las marcas de las indumentarias y los patrocinadores de Trasandino de Los Andes.
| Período     | Proveedor         |
| ----------- | ----------------- |
| 1985 - 1986 | Lalipol           |
| 1986        | Deportes Player   |
| 1987        | Le Coq Sportif    |
| 1991        | Le Coq Sportif    |
| 2007-2008   | Kappa             |
| 2004-2006   | Lotto             |
| 2009-2013   | Lotto             |
| 2014        | Norwest           |
| 2014-2019   | Training Deportes |
| 2019-2020   | Kuden             |
| 2021        | EneG              |
| 2022        | Givova            |
| 2023-       | Playmaker         |

| Período   | Auspiciador          |
| --------- | -------------------- |
| 1976      | Conservera El Globo  |
| 1977-1980 | Buses Ahumada        |
| 1981-1983 | AFP Cuprum           |
| 1995-2011 | Cerveza Cristal      |
| 2012-2020 | Steel Ferrovial      |
| 2021      | La Cruz Inmobiliaria |
| 2022-2023 | Fintual              |

|  |

## Estadio

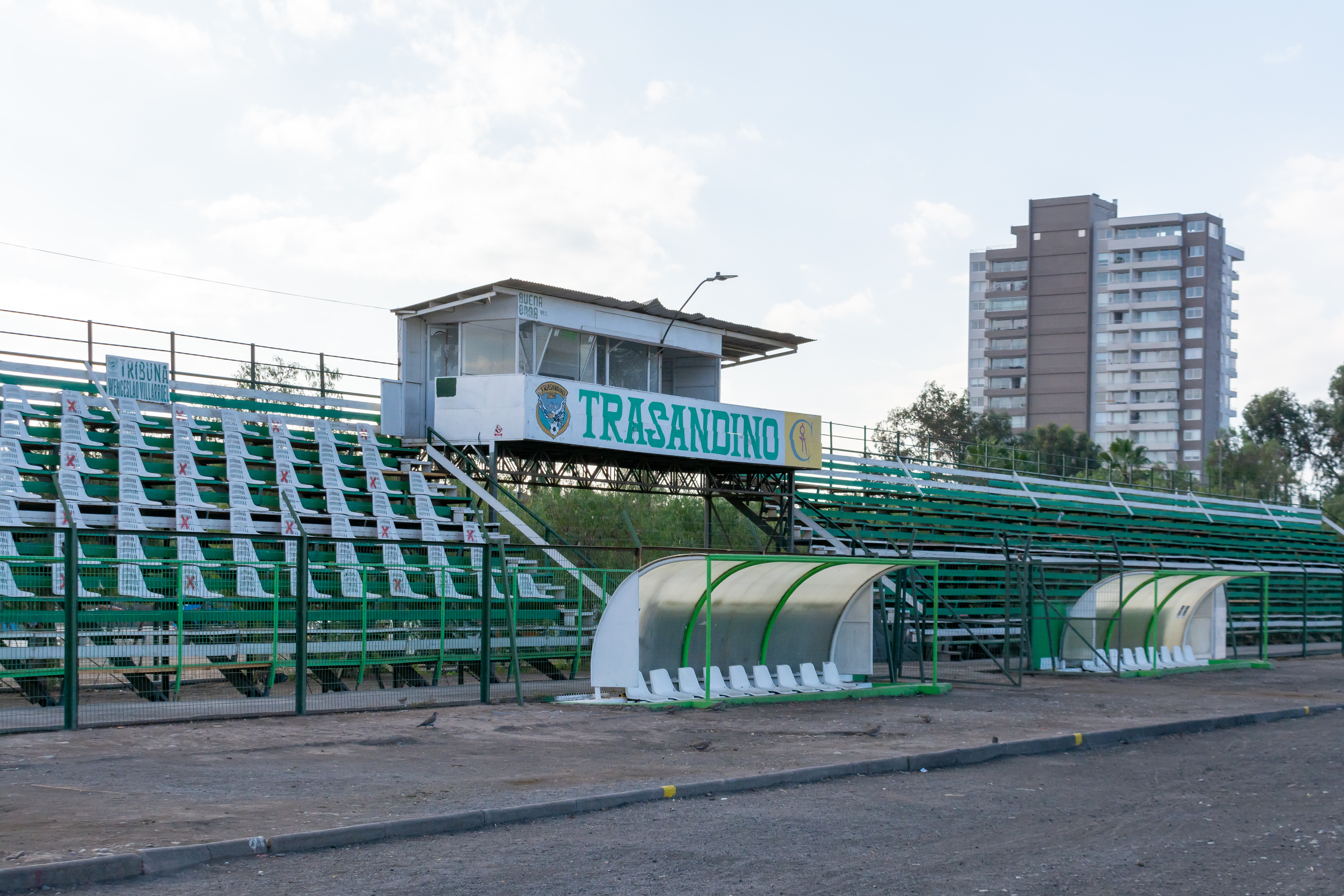
Estadio Regional de Los Andes

Trasandino actúa como local en el Estadio Regional de Los Andes, cuya fundación data del 29 de marzo de 1996. Su superficie es de pasto natural, en buenas condiciones al igual que su iluminaria. Su capacidad es de 2800 personas aproximadamente, aunque la mayor asistencia de público de registró el año 1998 en un partido contra San Luis de Quillota, asistieron 3.313 espectadores.

## Datos del club
- Temporadas en 1ª: 3 (1983-1984, 1986)
- Temporadas en 1ªB: 33 (1952-1969, 1974-1982, 1985, 1987-1991)
- Temporadas en 2ª: 9 (2013-2016/17, 2022-)
- Temporadas en 3ª: 24 (1993-2012, 2018-2021)
- Temporadas en 4ª: 1 (1992)
- Temporadas en Regional Central: 2  (1972-1973)
- Mejor puesto en Primera División: 13.º (1983)
- Peor puesto en Primera División: 16.º (1986)
- Puesto histórico: 39.º[33]

## Jugadores

### Plantilla 2025
- Por disposición de la ANFP, los equipos chilenos en la Segunda División Profesional están limitados a tener en su plantel un máximo de tres futbolistas extranjeros, excluidos aquellos registrados en el Fútbol Formativo.
- Por disposición de la ANFP, el número de las camisetas no puede sobrepasar al número de jugadores inscritos.
- Por disposición de la ANFP el plantel debe utilizar al menos 1638 minutos a juveniles chilenos (nac. 1 de enero de 2003).

### Altas 2025
| Jugador               | Posición      | Procedencia          | Tipo     |
| --------------------- | ------------- | -------------------- | -------- |
| Alejandro Henríquez   | Defensa       | Everton              | Libre    |
| Reinaldo Ahumada      | Defensa       | Persiku Kudus        | Libre    |
| Santiago Salaberry    | Defensa       | Barnechea            | Libre    |
| Rodrigo Osorio        | Defensa       | Barnechea            | Libre    |
| Sebastián Painen      | Defensa       | Universidad de Chile | Préstamo |
| Carlos Navarrete      | Defensa       | Cobresal             | Préstamo |
| Carlos Hormazábal     | Mediocampista | San Luis             | Libre    |
| José Mauricio Delgado | Mediocampista | Deportes Iquique     | Libre    |
| Walter Martínez       | Mediocampista | Ñublense             | Libre    |
| Jhoyner Gómez         | Mediocampista | Cobresal             | Libre    |
| Esteban Antilef       | Delantero     | Unión San Felipe     | Libre    |
| Bastián Martínez      | Delantero     | Rangers              | Libre    |
| Brandon Martínez      | Delantero     | Unión San Felipe     | Libre    |
| Rodrigo Dubó          | Delantero     | Deportes La Serena   | Préstamo |
| Javier Quiñones       | Delantero     | Audax Italiano       | Préstamo |

### Bajas 2025
| Jugador           | Posición      | Destino              | Tipo            |
| ----------------- | ------------- | -------------------- | --------------- |
| Claudio Santis    | Portero       | Atlètic Amèrica      | Libre           |
| Joaquín Aros      | Defensa       | Deportes Linares     | Libre           |
| Miguel Arias      | Defensa       | Santiago City        | Libre           |
| Felipe Lee-Chong  | Defensa       | Deportes Linares     | Libre           |
| César González    | Defensa       | General Velásquez    | Libre           |
| Alejandro Delfino | Defensa       | Bandera de ?         | Libre           |
| Carlos Arancibia  | Defensa       | Universidad Católica | Fin de préstamo |
| Johan Fuentes     | Mediocampista | Curicó Unido         | Libre           |
| Patricio Troncoso | Mediocampista | General Velásquez    | Libre           |
| Franco Faría      | Mediocampista | Bandera de ?         | Libre           |
| Pablo Corral      | Mediocampista | Bandera de ?         | Libre           |
| Luis Salazar      | Mediocampista | Bandera de ?         | Libre           |
| Jordy Contreras   | Mediocampista | Bandera de ?         | Libre           |
| Ricardo Matamala  | Mediocampista | Bandera de ?         | Libre           |
| Jesús Arancibia   | Mediocampista | Bandera de ?         | Libre           |
| Damián Sáez       | Delantero     | Santiago City        | Libre           |
| Federico Cezar    | Delantero     | Magallanes           | Libre           |
| Diego Huerta      | Delantero     | Bandera de ?         | Libre           |
| Pablo Brito       | Delantero     | Bandera de ?         | Libre           |
| Diego Orellana    | Delantero     | Bandera de ?         | Libre           |
| Carlos González   | Delantero     | Deportes Recoleta    | Fin de préstamo |

## Entrenadores

### Cronología
- Hugo Jorquera (1952)
- Enrique Sorrel (1958)
- Pedro Quiroz (1960-1961)
- Raúl Pino (1963-1964)
- Luis Santibáñez (1968)
- Sasha Mitjaew (1976)
- Hernán Godoy (1978)
- Isaac Carrasco (1982-1983)
- Jaime Campos (1983)
- Gustavo Porta (1983-1984)
- Ricardo Contreras (1984)
- Hernán Godoy (1984)
- Isaac Carrasco (1985-1986)
- Jorge Venegas (1987-1988)
- Humberto Cruz (1988)
- Antonio Vargas (1989-1990)
- René Álvarez (1990)
- Antonio Vargas (1990)
- Jorge Venegas (1991)
- Miguel Alegre (1996)
- Martín Gálvez (1998)
- Gerardo Silva (2001)
- Hernán Castro (2002)
- Miguel Alegre (2003-2005)
- Alejo Rodríguez (2006-2008)
- Jaime Nova (2009)
- Christian Muñoz (2010)
- Miguel Alegre (2011)
- Luis Abarca (2012)
- Hernán Sáez (2012-2014)
- Jorge Miranda (2015)
- Sergio Vargas (2015-2016)
- Gerardo Reinoso (2016)
- Ricardo González (2016-2018)
- Miguel Sánchez (2018)
- Christian Muñoz (2019)
- Miguel Sánchez (2019-2021)
- Luis Pérez Franco (2021)
- Francisco Arrué (2022)
- César Bravo (2023-2024)
- Agustín Almarza (2024)
- Ramón Climent (2024)
- Agustín Almarza (2025-)

## Palmarés

### Torneos nacionales
| Competición                        | Títulos    | Subcampeonatos  |
| ---------------------------------- | ---------- | --------------- |
| Segunda División/Primera B (1/1)   | 1985       | 1963            |
| Segunda División Profesional (0/1) |            | Transición 2013 |
| Tercera División A de Chile (2/2)  | 2012, 2021 | 2005, 2010      |
| Tercera División B de Chile (1/0)  | 1992       |                 |

### Torneos locales
- Campeonato Regional de Los Andes (1): 1943.[4]
- Asociación Los Andes (12) : 1912, 1916, 1928, 1929, 1930, 1931, 1932, 1933, 1934, 1935, 1938, 1950.[3]